# Красношапочный лесной филидор
Красношапочный лесной филидор (лат. Automolus rufipileatus) — вид воробьиных птиц из семейства печниковых. Выделяют два подвида. Распространены в Южной Америке.

## Описание
Красношапочный лесной филидор достигает длины 18—19 см и массы от 31 до 38 г. Половой диморфизм не выражен. У взрослых особей номинативного подвида лицо в основном рыжевато-коричневого цвета, с несколькими рыжевато-коричневыми прожилками на кроющих перьях ушей; макушка тёмно-рыжевато-каштановая. Спина темновато-оливково-коричневая, надхвостье красновато-коричневое, а верхние кроющие перья хвоста красновато-каштановые. Крылья тёмно-рыжевато-коричневые с чуть более тёмными первостепенными кроющими перьями и охристо-рыжеватыми на изгибе крыла. Хвост тёмно-каштановый. Горло ярко-коричневое, грудь и брюхо бледно-коричневые. Бока тела коричневатые, а нижние кроющие перья хвоста тускло-рыжевато-коричневые. Радужная оболочка от желтовато-оранжевой до оранжево-красной. Надклювье от черноватого до оливково-серого цвета, подклювье от серебристого до серовато-оливкового цвета, а ноги и ступни от зеленовато-серого до желтовато-оливкового. У молодых особей верхняя часть тела немного более тусклая и тёмная, чем у взрослых, а перья на груди и в центре брюха окрашены в тёмный цвет. У подвида A. r. consobrinus спина более рыжеватая, а нижняя часть тела более тёмная и охристого цвета.
Песня представляет собой слитный ряд резких отрывистых звуков «d-r-r-r-r-r-r-r-r-r»  или короткую дрожащую трель «kee-ee-ee-rr-rr-rrrrrrrr», которая длится около 1,5 секунд. Позывка слышится как звучное, глубокое «jyoo» или «cheeu».

## Биология
Красношапочный лесной филидор обычно кормится парами, лишь изредка присоединяется к смешанным группам кормящихся птиц, добывает пищу в густом подлеске и на нижних уровнях среднего яруса. В состав рациона входят прямокрылые (Orthoptera), жесткокрылые (Coleoptera) и пауки (Araneae); также отмечены клопы (Heteroptera) и мелкие древесные лягушки.
Биология размножения практически не исследована. Устраивает гнездо в норе, вырытой на склоне.

## Подвиды и распространение
Выделяют два подвида:
- Automolus rufipileatus consobrinus (Sclater, 1870) — север и запад Амазонской низменности: восток Колумбии (вдоль подножия Анд к югу от Арауки, низменности к югу от Меты), юг Венесуэлы, Гайана, Перу, северо-восток Бразилии и запад Боливии
- Automolus rufipileatus rufipileatus (Pelzeln, 1859) — Бразилия к югу от реки Амазонки (от реки Пурус до северо-запада штата Мараньян)